# Rincón de Valentín
Rincón de Valentín es una localidad uruguaya del departamento de Salto, sede del municipio homónimo.

## Ubicación
La localidad se sitúa en la zona central del departamento de Salto, a orillas del arroyo Valentín Grande, 75 km al este de la capital departamental, Salto y sobre la ruta 31 a la altura del km 78.

## Historia
La localidad surgió en el año 1868 en tierras de Charles May por lo que en sus inicios se lo conoció con el nombre de May, posteriormente cambió su nombre al actual que proviene según los lugareños de un indio llamado Valentín que vivía en esa zona.
La pequeña población creció sobre la base de la construcción de planes de vivienda impulsados por MEVIR, en los años 1974, 1979, 1996 y 2011.
Actualmente es un centro de servicios para un área ganadera extensiva y agrícola cerealera.

## Población
Según el censo de 2011 la localidad contaba con una población de 481 habitantes.
| 74            | 58 | 571 | 688 | 481 |
| (Fuente: INE) |    |     |     |     |

## Atractivos
Valentín Aparcero, así se denomina a la fiesta gaucha local que se desarrolla año a año desde 2006 en el mes de marzo y que tiene como atractivos jineteadas, pruebas de rienda y demostración de destrezas criollas, además de espectáculos musicales.